# Alphonse Esquiros
Pour les articles homonymes, voir Esquiros.
Alphonse François Henry Esquiros, né le 23 mai 1812 dans l'ancien 8e arrondissement de Paris et mort le 12 mai 1876 à Versailles, est un auteur romantique et un homme politique français. Plusieurs fois député, il est élu sénateur le 30 janvier 1876 et meurt lors de son mandat.

## Biographie
Issu d'une famille de la bourgeoisie parisienne, Alphonse Esquiros est le fils d'Alexandre-François Esquiros (1779-1847), viticulteur à Épernay et fabricant de coton en 1814, puis employé, et de Françoise-Henriette Malin (1782-1860).
Quatrième d'une famille de sept enfants, il a trois frères :
- Charles (né en 1808, mort jeune) ;
- Eugène-Antoine (né en 1814, mort en bas âge) ;
- Henri (né en 1820, mort en bas âge) ;

Et trois sœurs : 
- Aglaé (née en 1805, morte en bas âge) ;
- Élisabeth (née en 1806, morte en bas âge) ;
- Marie (1823-1859).

Après des études à l'école de l'abbé Hubault et au petit séminaire de Saint-Nicolas-du-Chardonnet de Paris, il entre au lycée à Paris puis à la Sorbonne, où il suit les cours mais ne passe pas la licence. Élevé dans la foi catholique, il s'écarte de la religion catholique sous l'influence de son ami Lamennais et devient un libre-penseur et un anticlérical militant.
Il débute dans les lettres en 1834 par un volume de poésies, les Hirondelles, dont Victor Hugo fait l'éloge, et deux romans, Le Magicien en 1834 et Charlotte Corday en 1840, qui connaissent un grand succès. D'opinion démocrate et socialiste, il écrit ensuite L'Évangile du peuple (1840), un tableau de la vie et du caractère de Jésus, vu comme un réformateur social. Ce livre est considéré comme une offense à l'égard de la religion et de la décence, et, le 30 janvier 1841, Esquiros est condamné à une amende de 500 francs et emprisonné huit mois à Sainte-Pélagie. Pendant sa détention, il écrit un deuxième recueil de vers, Les Chants d'un prisonnier (1841).
Puis il publie trois petits ouvrages d'inspiration socialiste, les Vierges martyres, les Vierges folles (contre la prostitution) et les Vierges sages (1847), où il s'affirme  comme un républicain de sentiment et un partisan enthousiaste de la Convention nationale, de la Montagne et des Jacobins.
Le 7 août 1847, il épouse à Paris, dans la paroisse Saint-Sulpice, une femme de lettres, Adèle Battanchon, avec qui il écrit une Histoire des amants célèbres et Regrets, souvenir d'enfance, avant de s'en séparer en 1850.
En 1848, il accueille avec enthousiasme la proclamation de la République et publie un journal, Le Peuple, bientôt rebaptisé l'Accusateur public, organe du Club du Peuple, qu'il préside, et dont quatre numéros paraissent du 11 au 25 juin.
Lors d'un premier exil à Londres après les journées de Juin, il se met en couple avec une Anglaise, Anne Bunting,, avec laquelle il a un fils, William,, né à Londres en 1849 et mort de la typhoïde à Marseille le 7 novembre 1870.
Il est élu le 10 mars 1850 lors d'une élection partielle député démocrate-socialiste (démoc-soc) de Saône-et-Loire à l'Assemblée nationale, le 2e sur 6 par 61 351 voix sur 105 573 votants et 157 148 inscrits, et prend place sur les bancs de la Montagne. L'élection est invalidée, mais il est réélu le 28 avril de la même année par 73 060 voix sur 120 162 votants et 154 015 inscrits. Votant parmi les membres les plus avancés de la minorité républicaine, il doit s'exiler lors du coup d'État du 2 décembre 1851.
Expulsé de France, il se retire à Nivelles, en Belgique, puis en Hollande (1856-1859), avant de passer en Angleterre (1859-1869), où il devient professeur d'histoire et de littérature à l'école militaire de Woolwich et publie ses observations et ses études dans la Revue des deux Mondes, publiées en volume sous le titre : l'Angleterre et la vie anglaise en 1859-1869 (5 vols.). Plein de mépris pour l'institution maçonnique en 1851, il se fait pourtant initier lors de son séjour en Angleterre, en même temps que Gustave Naquet. Apprenti à La Réforme de Marseille le 3 avril 1869, il devient compagnon le 10 octobre suivant puis maître le 18 octobre.
De retour en France en 1869, il se présente comme candidat de l'opposition radicale dans la 4e circonscription des Bouches-du-Rhône, où il est élu, le 7 juin, député au Corps législatif par 11 243 voix sur 21 334 votants et 31 460 inscrits, contre 9 787 pour M. de Rougemont, le candidat officiel. Siégeant à l'extrême-gauche, il s'oppose en toute occasion au gouvernement et vote contre la déclaration de guerre à la Prusse. En mai 1870, il est l'un des dirigeants de la campagne contre le plébiscite à Paris et à Marseille.

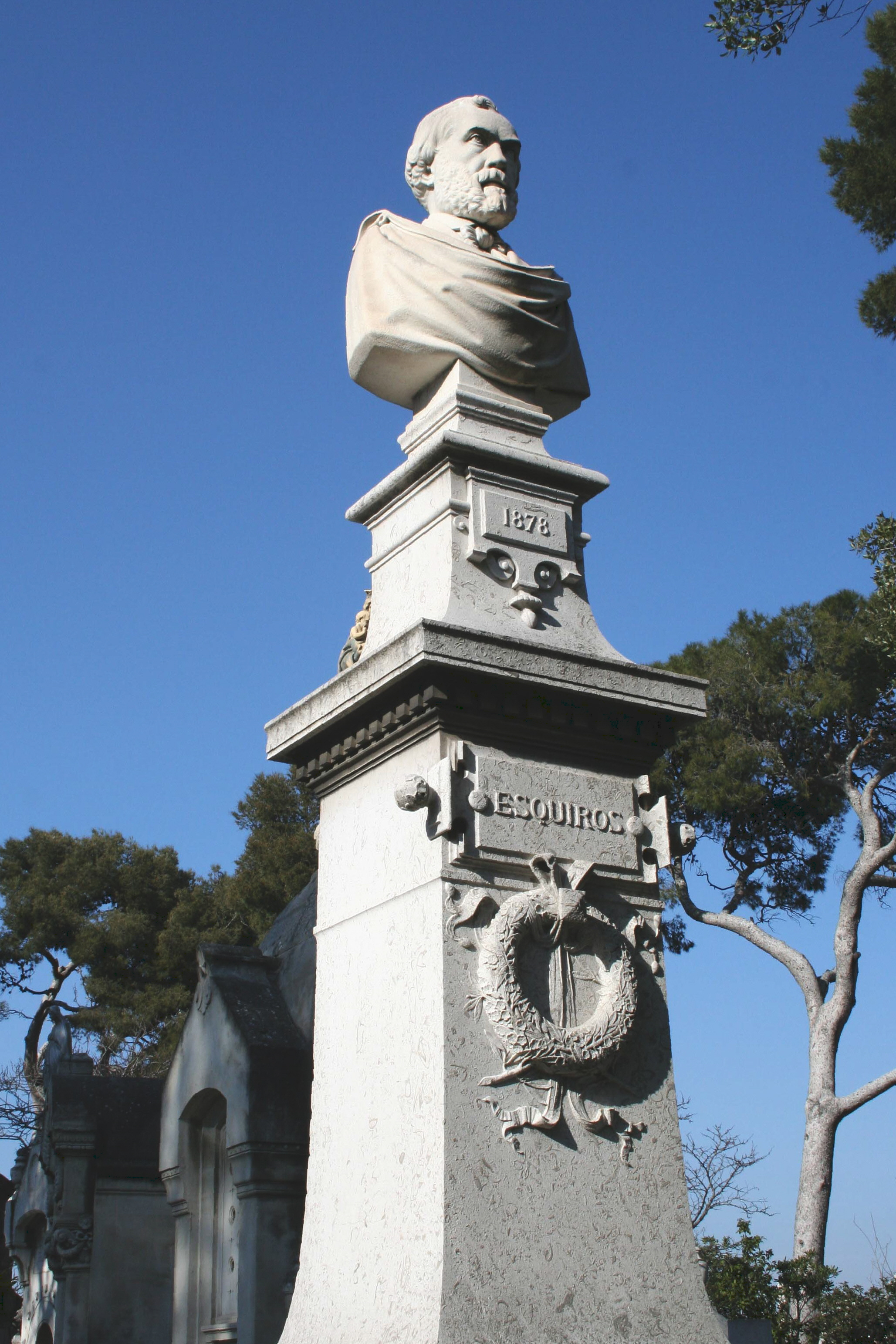
Tombe d'Alphonse Esquiros, sculpture de Lucien Chauvet, cimetière Saint-Pierre de Marseille.

Le lendemain de la proclamation de la République, le 4 septembre 1870, il est nommé administrateur supérieur des Bouches-du-Rhône, où il gagne la confiance de la population en prenant des mesures énergiques en faveur de la défense nationale et en créant un comptoir d'escompte. Toutefois, plusieurs de ses arrêtés, notamment la suspension de la Gazette du Midi, journal légitimiste, et la dissolution de la congrégation des jésuites de Marseille, déplaisent au gouvernement, et il est désavoué par Gambetta. Aussi donne-t-il sa démission le 23 septembre 1870, avant de la retirer.
Après avoir définitivement abandonné ses fonctions le 2 novembre, il est à nouveau élu à l'Assemblée nationale le 8 février 1871, le 9e sur 11, par 46 986 voix sur 75 803 votants et 140 189 inscrits. Puis il se fait élire au Sénat le 30 janvier 1876 par 86 voix sur 171 votants. Membre de l'extrême-gauche, il signe et vote la proposition d'amnistie plénière déposée par Victor Hugo. Peu après, il tombe malade et meurt à Versailles le 12 mai 1876.
Il est inhumé au cimetière Saint-Pierre de Marseille après des obsèques civiles, qui sont suivies par plus de 10 000 personnes. Sa tombe sur laquelle est placé son buste sculpté par Lucien Chauvet devient un centre de manifestation de la libre-pensée.
Parmi ses nombreux ouvrages sur la question sociale, on peut noter une Histoire des Montagnards (2 vols., 1847), Paris, ou Les sciences, les institutions, et les mœurs au XIXe siècle (2 vols., 1847) et une Histoire des martyrs de la liberté (1851).
Alphonse Esquiros a collaboré à plusieurs revues, en particulier L'Artiste, La Revue de Paris et la Revue des deux Mondes. De même, il a dirigé L'Accusateur public en 1848 et participé, avec Eugène Pelletan, Théophile Thoré et Paul Mantz, à La République des arts. Peinture, statuaire, architecture, archéologie en 1848, avec François-Vincent Raspail, à La République de Marat en 1871.

## Œuvres

### Poésie
- Les Hirondelles, 1834
- Chants d'un prisonnier, Paris, Challamel, 1841, 246 p.
- Fleur du peuple, Paris : F. Sartorius, 1848, 71 p.

### Romans
- Le Magicien, Paris, L. Desessarts, 1838, 2 vol.
- Charlotte Corday, Paris, Desessarts, 1840, 2 vol.

### Essais
- Philosophie du Christ, 1835
- L'Évangile du peuple, Paris, Le Gallois, 1840, 139 p. (commentaire philosophique et démocratique de la vie de Jésus)
- Les Vierges sages, Paris, P. Delavigne, 1842, 252 p.
- Les Vierges martyres, Paris, P. Delavigne, 1846, 256 p.
- Paris, ou Les sciences, les institutions, et les mœurs au XIXe siècle, 1847
- Histoire des amants célèbres (en collaboration avec Adèle Esquiros), Paris, bureau des publications nationales, 1847
- Histoire des Montagnards, Paris, V. Lecou, 1847, 2 vol.
- Regrets. - Souvenirs d'enfance. - Consolation. - Jalousie, (en collaboration avec Adèle Esquiros), Paris, imprimerie de Bénard, 1849
- Le Droit au travail, de son organisation par la réforme des institutions de crédit, Blois, C. Groubental, 1849, 40 p.
- De la Vie future au point de vue socialiste, Marseille, bureaux de la Voix du peuple, 1850, 144 p.
- Histoire des martyrs de la liberté, Paris, J. Bry aîné, 1851, 240 p.
- Les Confessions d'un curé de village, Paris, J. Bry, 1851, 48 p.
- Les Fastes populaires, ou Histoire des actes héroïques du peuple et de son influence sur les sciences, les arts, l'industrie et l'agriculture, Paris, administration des publications populaires, 1851-1853, 4 vol.
- Le Château d'Issy, ou les Mémoires d'un prêtre, Bruxelles, J. B. Tarride, 1854, 238 p. (rééd. Leipzig, A. Durr, 1860)
- Les Vierges martyres, Les Vierges folles, Les Vierges sages 1840–42, La Morale universelle, 1859 (réédition)
- La Néerlande et la vie hollandaise, Paris, Michel Lévy frères, 1859, 2 vol.
- La Vie des animaux : histoire naturelle, biographique et anecdotique des animaux, Paris, L. Hachette, 6 tomes, 1859-1860 (selon le chercheur Anthony Zielonka, l'auteur, le docteur Franklin Jonathan, et le traducteur, Alphonse Esquiros, sont probablement la même personne[9])
- Itinéraire descriptif et historique de la Grande-Bretagne et de l'Irlande (en collaboration avec Adolphe Joanne), Paris, L. Hachette, 1865, 739 p.
- L'Angleterre et la vie anglaise, Paris, J. Hetzel, 1869, 5 vol.
- L'Émile du dix-neuvième siècle, Paris, Librairie internationale, 1869, 422 p.
- Les Paysans, Paris, librairie de la Bibliothèque démocratique, 1872, 191 p.
- Ce qu'on pensait de l'Empire à l'étranger, Paris, Le Chevalier, 1875, 35 p.

### Correspondance
- Choix de lettres, (textes réunis, présentés et annotés par Anthony Zielonka), Paris ; Genève, Champion-Slatkine, 1990, 144 p.